# Lina Arpesani
Rachele Arpesani, detta Lina (Milano, 23 aprile 1888 – Milano, 9 giugno 1974) è stata una scultrice e pittrice italiana.

## Biografia
Lina Arpesani proviene da una famiglia milanese colta e benestante. S'iscrive nel 1905 al corso di Pittura dell'Accademia di Brera. Per la scultura, frequenta Eugenio Pellini e Giuseppe Graziosi, esponenti della tradizione della tarda scapigliatura. Alla pittura predilige la scultura - in marmo, gesso, bronzo e in terracotta - in cui si esprime con talento narrativo.
Il suo esordio è nel 1909, alla Famiglia Artistica di Milano, e con questo sodalizio espone fino al 1919. Presente alla Permanente di Milano negli anni dal 1910 al 1918; a Torino nel 1910 è alla I Esposizione Internazionale Femminile di Belle Arti. Torna ad esporre a Torino nel 1913.
Entra nell'"Associazione Femminile per l'Arte", un sodalizio milanese diretto dalla latinista Luisa Anzoletti che ha lo scopo di promuovere l’attività artistica delle donne.
Nel 1914 al "Lyceum" di Milano viene costituita la Federazione artistica femminile italiana, di cui viene eletta presidente Carla Celesia di Vegliasco, e Lina Arpesani entra nel Consiglio direttivo, dimostrando attitudine come organizzatrice e animatrice di eventi. Nelle sale di via Borgonuovo, a maggio 1914, in una collettiva sono esposte sculture di Lina Arpesani: sono figure di donne e di bambini.
Partecipa nel 1921 alla Mostra della Federazione artistica lombarda, alla Galleria "Pesaro" e aderisce a manifestazioni della Società Umanitaria di Milano.
Alle Biennali di Venezia è presente nel 1920 con l'opera  Il Vincitore, definita dal critico d'arte Vittorio Sgarbi "gruppo in marmo Madre e Amore" , nel 1922 e nel 1924, con sculture improntate al clima noto come Ritorno all'ordine.
Alla I Biennale di Roma, del 1921, espone tre sculture; alla Fiorentina Primaverile del 1922 presenta nuovamente la scultura Crisalide, un'opera del 1916 che si riferisce ancora alla tradizione post-scapigliata, ma che risente anche di una ritrovata plasticità.
Nel 1925 è presente alla Exposition International di Parigi, dove le riservano una sala; presenta poi altre personali, a Liverpool, a Londra e a Parigi.

### Stimoli artistici innovativi
Avverte che si avvicina un rinnovamento nell'arte scultorea, secondo linguaggi più liberi, influenzati da scultori francesi come Aristide Maillol e Émile-Antoine Bourdelle e dallo scultore belga George Minneː artisti che ha imparato a conoscere in esposizioni all'estero, affinando così la sua cultura artistica cosmopolita.
La sua scultura assorbe anche stimoli nazionali, che provengono da scultori come Libero Andreotti e Lucio Fontana.
Espone a mostre Sindacali, alle mostre Permanenti di Milano, alla III Mostra Nazionale di Belle Arti del 1941, ancora a Milano. Nel 1933 partecipa a un progetto, sviluppato con la collaborazione di architetti, per una scultura monumentale che deve rappresentare La Vittoria fascista e che sarà creata con un materiale sperimentale detto anticorodalː una lega di alluminio e argento. A questa opera - un Angelo alato - è stato successivamente tolto il fascio littorio. Si trova attualmente nelle Civiche Raccolte di Milano.
Membro della Associazione Nazionale Fascista Donne Artiste e Laureate (ANFDAL) che accoglie pittrici e scultrici italiane, vince il concorso per la decorazione della tomba della scrittrice Neera che è sepolta nel XIII riparto del Cimitero Monumentale di Milano e che poi è stata traslata nel Famedio.
Nel 1935 è eletta socia onoraria della Royal Academy of Arts al Burlington House di Londra, socia onoraria dell'Accademia di Londra, le assegnano la  medaglia d'oro della Triennale di Milano e le viene conferito il Grand Prix alla Esposizione Internazionale di Bruxelles, dove espone una trentina di opere. A Cremona nel 1940 presenta la statua monumentale Giovinezza.
Durante la guerra divide lo studio a Milano con la scultrice Thea Casalbore e sperimenta nuovi materiali e nuovi soggetti. Un incendio, in seguito ai bombardamenti del 1943, distrugge sia lo studio sia l'archivio.
Nel dopoguerra si dedica a temi sacri e dal 1951 è comandata all'insegnamento di Plastica ornamentale presso la cattedra di Decorazione all'Accademia di Brera e ottiene la cattedra di Plastica decorativa all'Istituto d'Arte di Napoli.

### Esplicative
1. ↑  Ancora molto giovane partecipa alla Biennale di Venezia, dove presenta l'imponente gruppo marmoreo Madre e Amore, in seguito espone con costanza alle Biennali veneziane, alle Quadriennali romane, alle Triennali di Milano e alle Sindacali lombarde. Cfr. Sgarbi, p. 30

### Riferimenti
1. 1 2  L. Iamurri, S. Spinazzè, pp. 102, 138.